# Юлі Це
Юлі Це (нім. Juli Zeh; повне ім'я Юлія Барбара Фінк, прізвище Це; нар. 30 червня 1974 року в Бонні, Німеччина) — німецька письменниця, юристка та суддя-волонтер Конституційного суду землі Бранденбург.

## Життєпис
Батько — колишній директор німецького Бундестагу Вольфганг Це. Навчалася в школі імені Отто Кюне в Бонні, де і здобула середню освіту. Вивчала міжнародне право в Університеті Пассау, Ягеллонському університеті в Кракові (Польща), Нью-Йоркському університеті (США) та Лейпцизькому університеті як стипендіатка Німецького національного академічного фонду. У 1998 році склала перший державний іспит у Саксонії як найкраща у своєму класі, а у 2003 році — другий державний іспит. Після стажування в Організації Об'єднаних Націй (ООН) у Нью-Йорку закінчила післядипломний юридичний курс за спеціальністю «Право європейської інтеграції» і здобула ступінь магістра права (магістр європейського права, LL.M.Eur.). Після цього у 1996 році розпочала навчання у Німецькому інституті літератури в Лейпцигу (Deutschen Literaturinstitut Leipzig), де вступила на юридичний факультет, який закінчила у 2000 році.
У 2010 році Це здобула ступінь доктора права в Саарландському університеті в Саарбрюккені. Її дисертація присвячена правотворчості перехідних адміністрацій ООН. За дисертаційне дослідження була нагороджена премією від фонду Кербера в Гамбурзі. Є членкинею Німецького PEN-центру (спілка письменників) та Вільної академії мистецтв у Гамбурзі.
З 2007 року Це живе в Барневіці у Гафелланді, Бранденбург, раніше багато років жила в Лейпцигу. Одружена з письменником Девідом Фінком, має двох дітей. Юлі Це — вершниця, і у своїх книгах Інструкції для коней (Gebrauchsanweisung für Pferde) та Сокке та Софі (Socke und Sophie) вона розглядає взаємозв'язок між конем і людиною.

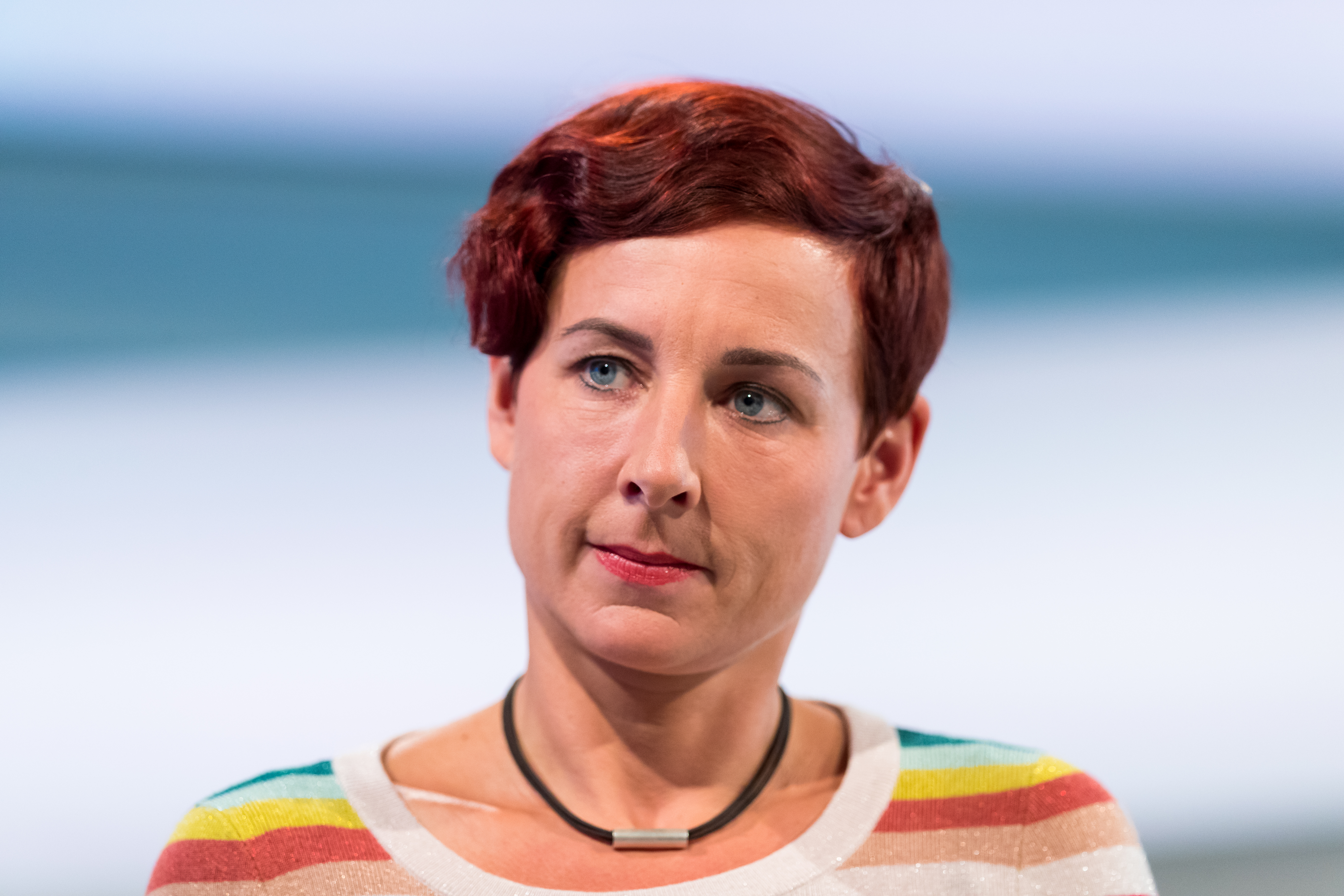
Юлі Це на Франкфуртському книжковому ярмарку 2018 року

Окрім літературної діяльності, Юлі Це також активно займається журналістикою. Вона пише, серед іншого, есеї для Die Zeit і FAZ. З травня по жовтень 2014 року вона вела колонку Представник класу у Шпігелі (регулярно чергуючись кожні три тижні з Якобом Аугштейном та Яном Фляйшгауером). Веде літературний подкаст для Pioneer AG Габора Штайнгарта.
12 грудня 2018 року Юлі Це була обрана ландтагом Бранденбургу почесним суддею-волонтером Конституційного суду землі Бранденбург за пропозицією парламентської групи СДПН, а 30 грудня 2018 року її було призначено суддею Конституційного суду землі Бранденбург. Приведена до присяги у ландтазі Бранденбург у січні 2019 року.

## Літературна діяльність

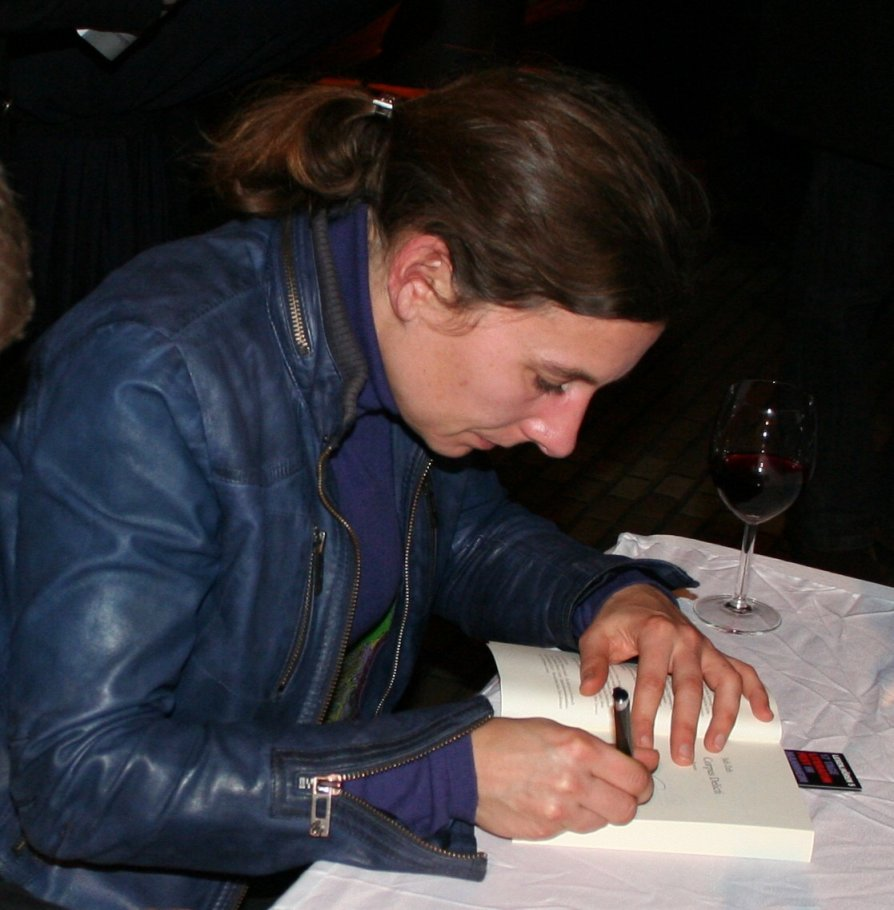
Юлі Це, 2011

Дебютний роман Юлі Це Орли та ангели (Adler und Engel) (2001), перекладений 35 мовами, розповідає про події в середовищі міжнародно активних адвокатів та наркомафії. Роман має юридичний зміст: він стосується міжнародного права, а отже, «дуже особливої правової форми, яка насправді лише наполовину заслуговує на назву права», оскільки вона «все ще створюється щосекунди» та «постійно стикається з [власним] падінням» та «з [власною] неефективністю».
Подорожній щоденник Тиша — це шум (Die Stille ist ein Geräusch), опублікований у 2002 році, є результатом поїздки до Боснії та Герцеговини влітку 2001 року, під час якої подорожувала лише з собакою. У щоденнику йдеться про глибоке горе людей через зневажливе ставлення міжнародної спільноти до їхньої зруйнованої країни, через те, що Європа не бачить їх: «Тут оголений скелет країни. Тут смерть мешкає в складках найпишнішої природи». Собака біжить крізь республіку (Ein Hund läuft durch die Republik) – це антологія, видана спільно з Девідом Фінком та Оскаром Терсом, яка містить наративи молодих боснійців німецькою мовою про ситуацію в їхній країні.
Дія роману Інстинкт гри (Spieltrieb) (2004) відбувається у гімназії в рідному місті Це, Бонні. Головними героями є учні та вчителі школи, чия поведінка та ставлення ілюструють юридично-філософське питання об'єктивного існування добра і зла. Юлі Це брала участь у конкурсі на здобуття премії Інгеборга Бахманна у 2004 році з уривком цього роману. Її текст зустрів неоднозначну реакцію журі. Однак роман охопив широку аудиторію та отримав переважно позитивні відгуки в німецькій літературній пресі. Бернгард Штудлар адаптував цей роман в однойменну п'єсу, прем'єра якої відбулася 16 березня 2006 року в Німецькому театрі у Гамбурзі. Роман був екранізований у 2013 році Грегором Шніцлером під оригінальною назвою Spieltrieb з Мішель Бартель у головній ролі.
Мала розмовна енциклопедія для домашніх собак (Kleine Konversationslexikon für Haushunde) з фотографіями Девіда Фінка була опублікована у 2005 році. У ньому Отелло, собака письменниці, пояснює світ таким, яким він є насправді — з погляду собаки. Все на галявині (Alles auf dem Rasen), опублікована в березні 2006 року, являє собою збірку з 30 есеїв.
Роман Очерет (Schilf), опублікований у 2007 році, поєднує кримінальну історію про двох фізиків із роздумами про характер того часу. Її адаптували у п'єсу Беттіна Брюньєр та Катя Фрідріх у рік публікації, а прем'єра відбулася 13 грудня 2007 року в мюнхенському Фолькстеатрі. За свою постановку Брюньєр була нагороджена Зіркою року мюнхенської газети Abendzaitung. Австрійська прем'єра відбулася у 2012 році у віденському театрі Космос.
Дія п'єси Склад злочину (Corpus Delicti) відбувається у 2057 році. Метод став основою всієї державної системи, держава змушує своїх громадян займатися профілактикою здоров'я та трактує навіть куріння сигарети як злочин. Прем'єра п'єси відбулася на Рурському триєнале 2007 року. Роман з однойменною назвою Склад злочину: процес був опублікований у 2009 році. Юлі Це створила Corpus Delicti – звукову новелу разом із гуртом Slut у 2009 році як поєднання радіопостановки та музики. Живий виступ також включав елементи відеоарту та театру. Зрештою, навесні 2020 року Антьє Томс поставила адаптацію п'єси в Німецькому театрі Геттінгена на місцевому підземному паркінгу – через поточні обмеження, пов'язані з пандемією COVID-19.
Також у 2009 році Це опублікувала книгу Атака на свободу: безумство безпеки, держава нагляду та демонтаж громадянських прав (Buch Angriff auf die Freiheit: Sicherheitswahn, Überwachungsstaat und der Abbau bürgerlicher Rechte) разом з Іллею Трояновим. Під час презентації книги обидва автори розкритикували той факт, що держава дедалі частіше посягає на приватне життя своїх громадян під виглядом боротьби з тероризмом. Обоє зазначили, що держава не хоче розкривати злочини ретроспективно, а радше запобігати їм, дивлячись у майбутнє. Вона розшукує підозрюваних, які планують злочини, і хоче всебічно стежити за своїми громадянами. Автори застерігали від переконання, що держава є демократією, а не державою, якою керує несправедливість, і тому не може зловживати владою, що є результатом стеження. Не існує такого поняття, як хороша система як така. Чим більше влади зосереджує держава, тим більший ризик зловживань. Існує загроза тоталітарного державного спостереження під гаслом «Великий брат спостерігає за вами», як у 1984 році, проти якої ми повинні боротися за нашу свободу та приватне життя.
У 2010 році Це дала інтерв'ю про причини амоку у документальному фільмі Амок – Анатомія незбагненного.
Роман Нульовий час (Nullzeit), опублікований у 2012 році, описує любовний трикутник з двох різних точок зору. Події розвиваються під час дайвінг-відпочинку на Лансароте. За словами авторки, роман є одночасно психологічним трилером та історією стосунків. У романі також відображено захоплення Юлі Це підводним плаванням, якому вона навчилася у 2010 році.
Соціальний роман Серед людей (Unterleuten) опублікований у 2016 році, описує соціальну структуру бранденбурзького села через 20 років після возз'єднання Німеччини. Роман складається з шести частин, які своєю чергою поділені на вісім-тринадцять розділів, кожен з яких має ім'я персонажа, від чиєї точки зору ведеться розповідь. Ця зміна перспективи показує читачам, що всі персонажі роблять припущення щодо своїх навколишніх, які згодом виявляються хибними. Йорг Магенау вважав зміни перспективи «справжньою чарівністю роману». Текст спирається «повністю на сюжет та психологічну характеристику», але є «лінгвістично досить простим та традиційним», що не є недоречним для сільського роману. Юлі Це прокоментувала своє сприйняття себе як авторки Серед людей у Neue Zürcher Zeitung словами: «Я вважаю себе письменницею розважальної літератури, саме такою я завжди хотіла бути». Вона опублікувала книгу самодопомоги Ваш успіх (Dein Erfolg)  під псевдонімом вигаданого консультанта з менеджменту Манфреда Горца, згаданого в романі, у 2015 році, що спочатку викликало звинувачення у плагіаті та спекуляції щодо справжнього авторства. У 2020 році екранізація Серед людей – Роздерте село транслювалася у трьох частинах на каналі ZDF.
Антиутопічний роман Порожні серця (Leere Herzen) був опублікований у 2017 році. Являє собою памфлет, замаскований під трилер, з підозрою в кінці про парадержавний тероризм у 2025 році, сповнений ідей щодо гіршого майбутнього.
Роман Новий рік (Neujahr) був опублікований у 2018 році. У ньому розповідається про щоденні надмірні вимоги емансипованого батька у сім'ї та про травму раннього дитинства, яка призводить до панічних атак у подальшому житті головного героя. Дві наративні нитки пов'язані між собою дежавю, на цьому етапі роман розпадається на дві майже незалежні оповіді.
У травні 2020 року вийшла книга під назвою Питання про склад злочинів (Fragen zu Corpus Delicti), у якій авторка знову розглядає свою п’єсу Склад злочинів, її створення та численні питання, що виникли з того часу.
У березні 2021 року було опубліковано роман Про людей (Über Menschen), дія якого знову відбувається у сільській місцевості Бранденбурга. Головна героїня, копірайтерка Дора, залишає свого хлопця Роберта та переїжджає у березні 2020 року, на початку пандемії коронавірусу, з Берлін-Кройцберга до старого будинку на ділянці 4000 кв. м зарослої пустки на околиці села Бракен/ Прігніц: "Ботанічна катастрофа, яка зусиллями Дори має бути перетворена на романтичний заміський сад. З грядкою. Такий план". Зміст розповідає про порівняння міських мешканців і провінціалів, а також про моральне самозвеличення. Таким чином, авторка створила роман про самопізнання в період коронавірусу.
Роман Між світами (Zwischen Welten), опублікований у 2023 році разом із Симоном Урбаном, заглиблює в питання про те, чи бракує мешканцям міст та провінціалам розуміння одне одного. Тереза та Стефан, найкращі друзі під час вивчення німецької мови двадцять років тому, обмінюються повідомленнями електронною поштою та WhatsApp у цьому сучасному епістолярному романі. Зараз вона керує фермою в Бранденбурзі та бореться за економічне виживання. Він працює редактором відділу культури у провідній щотижневій газеті Гамбурга та переживає культурну війну разом з молодим поколінням активістів. В інтерв'ю газеті Neue Zürcher Zeitung Юлі Це сказала: «Ідея книги виникла у нас разом, бо ми обоє помітили, що брак комунікації між різними політичними таборами зростає, а агресія посилюється». Однак, Юлія Енке зазначила у FAZ, що своїм романом автори лише «торкнулися замерзлого ґрунту всіх так званих гарячих тем сучасного соціального дискурсу».

## Мотиви
Творчість Це обертається навколо антагонізму хаосу та порядку, у ній ставиться питання, чи можна і як можна перебудувати сенс і мораль, коли традиційні цінності втратили сенс. Повторюваними темами є питання втрати, єдності та підтримуючих норм, а також життєвого середовища в суспільстві індивідуалізації та глобалізації, в якому більше немає спільної відповідальності за майбутнє світової спільноти. У програмі Філософський квартет на тему «Чи здатні суспільства навчатися?» у травні 2011 року Юлі Це сказала своє «улюблене речення»:

| Демократія не є процесом досягнення справді доброї мети. […] Демократія — це не метод визначення найкращого результату, а лише метод розпорошення влади. |
| |

За словами Це, література – це, на момент створення текстів, виключно спілкування із самим собою. З погляду літературної теорії, авторка розглядає себе як відповідачку «моді», не як прихильницю «навмисного письма з певним посланням», а радше як відповідь на «відоме питання», яке досі ставлять на уроках німецької мови: – «Що автор хоче нам цим сказати?» – відповідь: «Нічого!» Водночас авторка припускає, що оповідання пишуться не тому, що «щось добре працює», а лише тому, що «не працює». Для неї «формувальним» є те, що вона вважає «різницю між вигадкою та реальністю незначною». Це завжди багато читала і в дитинстві «вважала себе персонажем роману».

## Політичні заяви
Юлі Це також використовує свою літературну репутацію в політичних цілях. Під час федеральної виборчої кампанії 2005 року в Німеччині вона була однією з авторок, які підписали звернення Гюнтера Грасса на підтримку червоно-зеленої коаліції. У 2009 році вона брала участь у федеральних зборах від СДПН. Також виступає «послом захисту тварин» у фонді Four Paws.
У січні 2008 року Це подала до Федерального конституційного суду Німеччини конституційну скаргу проти біометричного паспорта оскільки, на її думку, обов'язкове зняття відбитків пальців було «безглуздим втручанням в основоположні права». Федеральний конституційний суд не прийняв скаргу до розгляду, оскільки підстави конституційної скарги не враховували відповідні положення Закону про паспорти та, отже, не відповідали формальним вимогам для пред'явлення ймовірного порушення основних прав.
Внаслідок викриття масового стеження у 2014 році закликала до «належної реакції» у відкритому листі до канцлерки Ангели Меркель у липні 2013 року та вимагала, щоб «народу в країні розповіли повну правду про шпигунські атаки». 18 вересня 2013 року Юлі Це та близько 20 колег-письменників передали лист, який підписали понад 67 000 осіб, до Федеральної пресслужби Німеччини. Є однією з ініціаторок Хартії цифрових основних прав Європейського Союзу, яка була опублікована наприкінці листопада 2016 року, а також є членкинею-засновницею громадянського руху p≡p coop, метою якого є автоматизований захист даних в Інтернеті за допомогою шифрування.
Після висунення Мартіна Шульца кандидатом на посаду канцлера, вона вступила до СДПН у середині 2017 року. Підтримує ініціативу SPD++, яка має на меті сприяти модернізації внутрішніх партійних структур.
Під час дебатів щодо порушень основних прав під час пандемії COVID-19 Це брала участь у зверненні, опублікованому в новинному журналі Der Spiegel у квітні 2020 року відомими авторами, які закликали до якомога швидшого припинення так званого локдауну. Вжиті заходи «звужують основні права всього населення майже до нуля в деяких районах». У серпні 2021 року вона виступила проти загальної вимоги щодо вакцинації, стверджуючи, що наразі немає підстав для «масового обмеження особистої свободи».
Як суддя Конституційного суду Бранденбурга, вона брала участь у винесенні рішення від 23 жовтня 2020 року щодо неконституційності Бранденбурзького закону про паритетність. Конституційний Суд одноголосно постановив, що Закон про паритетність втручається у свободу партій висувати кандидатів, порушує право балотуватися на виборах та порушує право партій на рівні можливості.
Юлі Це є однією з 28 перших підписанток відкритого листа до канцлера Німеччини Олафа Шольца, опублікованого журналом Емма 29 квітня 2022 року, в якому закликається не постачати Україні більше важкого озброєння після російського вторгнення: «Ми застерігаємо від подвійної помилки: по-перше, відповідальність за небезпеку ескалації до ядерного конфлікту лежить виключно на агресорі, а не на тих, хто свідомо надає йому мотив для потенційно кримінальних дій». На травневому мітингу Шольц заперечив критику: вимога, щоб Київ захищався без зброї, була «застарілою». У Німеччині деякі коментатори називають Юлі Це та інших авторів-підписантів листа проти постачання Україні важкої зброї, типовими путінферштеєрами, які через позірний страх ескалації фактично відмовляють Україні у праві на самозахист.  
21 вересня 2022 року авторка повторила свою позицію в інтерв'ю Маркусу Фельденкірхену, опублікованому в новинному журналі Der Spiegel, заявивши, що санкції проти Росії через вторгнення в Україну викликають у неї «неприємне відчуття», оскільки вони не досягають бажаного ефекту.

## Твори (вибірка)

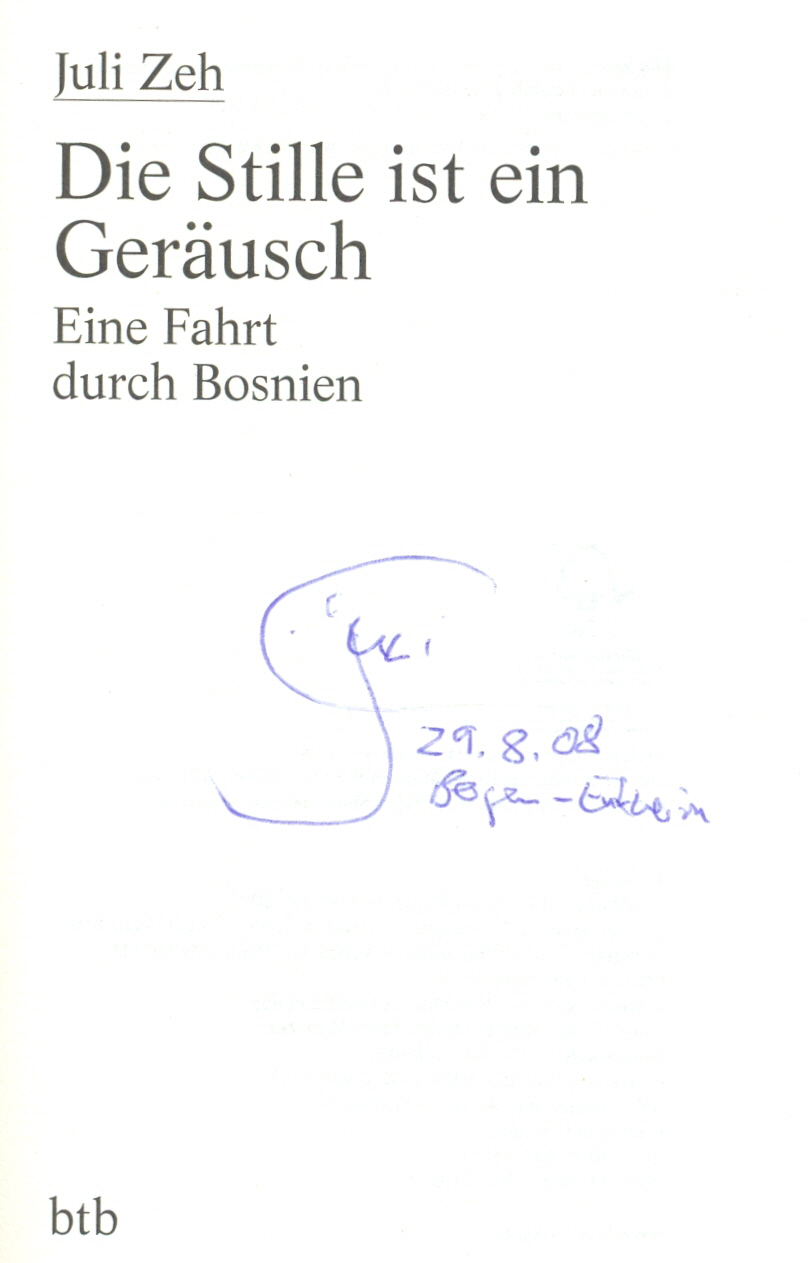
Автограф

- Орли та ангели. Schöffling, Франкфурт-на-Майні 2001; (= БТБ. 72926). Goldmann, Мюнхен 2003, ISBN 3-442-72926-2.
- Грайте інстинктом. Schöffling, Frankfurt am Main 2004, ISBN 3-89561-056-9.
- Очерет. Schöffling, Франкфурт-на-Майні 2007, ISBN 978-3-89561-431-6.
- Склад злочину:процес. Schöffling, Frankfurt am Main 2009, ISBN 978-3-89561-434-7.
- Нульовий час. Роман. Schöffling, Франкфурт-на-Майні 2012, ISBN 978-3-89561-436-1.
- Серед людей. Роман. Luchterhand, Мюнхен 2016, ISBN 978-3-630-87487-6 .
- Порожні серця. Роман. Luchterhand, Мюнхен 2017, ISBN 978-3-630-87523-1.
- Новий рік. Роман. Luchterhand, Мюнхен 2018, ISBN 978-3-630-87572-9.
- Про людей. Роман. Luchterhand, Мюнхен 2021, ISBN 978-3-630-87667-2.
- з Симоном Урбаном : Між світами. Роман. Luchterhand, Мюнхен 2023, ISBN 978-3-630-87741-9.

Оповідання
- Виходь з цього. У: Беттіна Гессе (ред.) З глузду з'їхав. Еротичне читання. Rowohlt у м’якій палітурці, Reinbek 2001, ISBN 3-499-23037-2, стор. 84–91.
- Двір. У: Мартін Брінкманн, Вернер Лехер-Лоуренс (ред.): 20 під 30. Молоді німецькі автори. DVA, Мюнхен 2002, ISBN 3-421-05609-9.
- Ворожа зелень. У: Ельзе Бушхойер (ред.): Весільний танець. Rowohlt, Reinbek 2003, ISBN 3-499-23368-1, стор. 127–144.
- Подарунок години: оповідання. Літературна швидка допомога, Пробстхайн, Гамбург, 2012, ISBN 978-3-942212-51-9.

Есе та лекції
- Тиша — це шум. Подорож через Боснію. Schöffling, Франкфурт-на-Майні 2002; Goldmann, Мюнхен 2003, ISBN 3-442-73104-6.
- з Маріо Фрюхом, Вольфгангом Гретцем, Лі Д. Бьомом: Загальна декларація прав людини. Проголошена Організацією Об'єднаних Націй 10 грудня 1948 року. Видання Büchergilde, Франкфурт-на-Майні 2005, ISBN 3-936428-53-0.
- Все на галявині. Не роман. Essays, Schöffling, Frankfurt am Main 2006, ISBN 3-89561-059-3.
- з Іллею Трояновим: Атака на свободу. Параноя безпеки, держава стеження та руйнування громадянських прав. Hanser, Мюнхен 2009, ISBN 978-3-446-23418-5.
- Можливе та можливості. Виступ перед випускниками середньої школи 2010 року. Під редакцією Ральфа Шока. Gollenstein, Merzig 2010, ISBN 978-3-938823-72-9.
- з Георгом М. Освальдом: Примусове збагачення. Тюбінгенський лекторій з поезії 2010. Свірідофф, Кюнцельзау 2011, ISBN 978-3-89929-219-0.
- Диктатура демократів. Чому жодна держава не може існувати без права. Видання Körber Foundation, 2012, ISBN 978-3-89684-095-0.
- Буксирування. Франкфуртські поетичні лекції. Schöffling, Франкфурт-на-Майні 2013, ISBN 978-3-89561-437-8.
- з Герфрідом Мюнклером та Хамедом Абдель-Самадом: Що чекає на вибори? Про майбутнє політики. Гердер, Фрайбург 2013, ISBN 978-3-451-30913-7.
- Вночі вони тварини. Есеї. Schöffling, Frankfurt am Main 2014, ISBN 978-3-89561-440-8.
- Турбо-Я – Людина в епоху комунікацій. Тюбінгенська медіа-лекторська програма 2018[71][72].

П'єси
- Corpus Delicti, прем'єра: 15 вересня 2007 р., Ruhr Triennale Essen
- Кактус
- Доброго ранку, хлопці та дівчата
- Рід, прем'єра: 13 грудня 2007, Мюнхенський народний театр
- 203, прем'єра: 22 квітня 2011, Kleines Haus, Schauspielhaus Düsseldorf
- Мутті, прем'єра: 22 травня 2014, Реклінгхаузен
- Доброго ранку, хлопці та дівчата. П'єси. Schöffling, Франкфурт-на-Майні 2013, ISBN 978-3-89561-438-5.

Нехудожні книги
- з Девідом Фінком: Невеликий розмовний словник для домашніх собак. Schöffling, Frankfurt am Main 2005, ISBN 3-89561-058-5.
- (під псевдонімом) Манфред Горц: Ваш успіх. Портобелло, Мюнхен 2015, ISBN 978-3-442-83942-1.
- Інструкція із застосування для коней. Пайпер, Мюнхен 2019, ISBN 978-3-492-27739-6.

Дитячі книги
- Земля людей. З ілюстраціями Вольфганга Нокке. Schöffling, Франкфурт-на-Майні 2008, ISBN 978-3-89561-432-3.
- Фельдманн і Ламмер. Видавництво та друкарня «Hansisches» (видання chrismon), Франкфурт-на-Майні, 2013, ISBN 978-3-86921-115-2.
- з Дунею Шнабель: Тепер я вирішую, я, я! Carlsen-Verlag, Гамбург 2015, ISBN 978-3-551-51816-3.
- Щороку знову. З фотографіями Лени Гессе. 2. Видання. Carlsen Verlag, Гамбург 2020, ISBN 978-3-551-51917-7[73].
- Шкарпетка та Софі. Кінська мова стала легкою. З ілюстраціями Флікса. dtv Verlag, Мюнхен 2021, ISBN 978-3-423-76325-7.
- з Елізою Говен: Ось і все. З ілюстраціями Лени Гессе. Carlsen Verlag, Гамбург 2023, ISBN 978-3-551-65308-6.

Радіоп'єси
- Орли та ангели (MDR Фігаро, 2006)
- Під склом (SWR2, 2008)
- Блакитна гора (SWR2, 2010)
- Нульовий час (SWR2, 2013)
- Unterleuten (rbb / NDR, 2018)[74]
- Новий рік. Нескорочене читання з Флоріаном Лукасом. der Hörverlag, Мюнхен 2018, ISBN 978-3-8445-2979-1

Юридичні монографії
- Право приєднатися? Претензії країн-кандидатів до Європейського Союзу. Nomos, Баден-Баден 2002, ISBN 3-7890-8266-X (91 стор.).
- Перехідний закон. Про законодавчу діяльність перехідних адміністрацій на прикладі УНМІК у Косово та Управління високого представника у Боснії та Герцеговині (= Саарбрюкенські дослідження міжнародного права. Том 48). Nomos, Баден-Баден 2011, ISBN 978-3-8329-6185-5 (236 стор.; також дисертація, Університет Саарбрюккена 2010).

Редакторка
- Собака біжить по республіці. Schöffling, Frankfurt am Main 2004, ISBN 3-89561-057-7.

## Нагороди
- 1993 - 1998: Стипендія Студійного фонду німецького народу[75]
- 1999: Премія журналу Humboldt Forum Recht
- 2000: Премія Кэролайн Шлегль за есеїстику
- 2002: Німецька книжна премія
- 2002: Літературна премія Рауріса австрійської федерації Зальцбург
- 2002: Нагорода Премія літератури Брема
- 2003: Нагорода Ernst-Toller
- 2003: Фридрих-Холдерлін-премія міста Бад-Гомбург
- 2004: Островні письменники
- 2005: Премія Олова-Енкіста
- 2005: Літературний приз Бонського ЛЕСЕ
- 2008: Юрген Бансмер & Уте Ніссен-премія драматурга[76]
- 2008: Prix Cévennes du roman européen[77]
- 2009: Премія літератури Карл-Амери
- 2009: Премія Літаратури Солотурне
- 2009: Гертті-Спіс-Премія з літератури
- 2010: Тубінська поетична доцентія[78]
- 2010: Гасцдоцентура Генріха Хайна
- 2013: Франкфуртські лекції поєтики
- 2013: Премія Томаса-Мана
- 2014: Премія Хоффмана[79]
- 2015: Премія Гільдегард-вен-Бінге за публікацію
- 2017: Премія Самуїла-Богоміла-Лінде
- 2017: Запрошення в Університет Касселя
- 2017: Премія Бруно-Крейського за політичну книгу, спеціальна премія за її публіцистичну роботу[80]
- 2018: Хрест за заслуги на стрічці Ордена за заслуги перед Федеральною Республікою Німеччина
- 2018: Премія літератури міста Шкіферштат
- 2019: Генріх-Болль-премія міста Кольн[81]
- 2021: Bayern-2Баварія-2 – публічна премія на Баварійській книжковій виставці[82]
- 2023: Літературна премія Ганнелор-Грев[83]